# UEFA Futsal Champions League 2020-2021 - Sedicesimi di finale
I sedicesimi di finale, in programma dal 15 al 16 gennaio 2021, prevedono la partecipazione di 32 squadre. La composizione degli accoppiamenti è stata definita tramite sorteggio il 9 dicembre alle 14:00 (CET). In corsivo sono state indicate le squadre impossibilitate a disputare l'eventuale incontro in casa.

## Sorteggio
| Gruppo 1                                     | Gruppo 1                                               | Gruppo 2                                                     | Gruppo 2                                       |
| Teste di serie                               | Non teste di serie                                     | Teste di serie                                               | Non teste di serie                             |
| -------------------------------------------- | ------------------------------------------------------ | ------------------------------------------------------------ | ---------------------------------------------- |
| - - Barcellona - Benfica - Dobovec - Chrudim | - - St. Andrews - Minerva - Prishtina - Differdange 03 | - - Inter - Sporting Lisbona - Italservice - Olmissum        | - - Charleroi - Hovocubo - ACCS - Gentofte     |
| Gruppo 3                                     | Gruppo 3                                               | Gruppo 4                                                     | Gruppo 4                                       |
| Teste di serie                               | Non teste di serie                                     | Teste di serie                                               | Non teste di serie                             |
| - - Qairat - Aqtöbe - Prodeksim - Vytis      | - - Viten - Hohenstein-Ernstthal - Shkupi - AEK Atene  | - - KPRF Mosca - Gazprom Jugra - Rekord Bielsko-Biała - MVFC | - - Lučenec - United Galați - Salines - Omonia |

## Tabella riassuntiva
| Squadra 1            | Risultato       | Squadra 2      |
| -------------------- | --------------- | -------------- |
| Barcellona           | 9 - 2           | Prishtina      |
| St. Andrews          | 2 - 3           | Dobovec        |
| Minerva              | 1 - 5           | Benfica        |
| Chrudim              | 4 - 0           | Differdange 03 |
| Inter                | 6 - 2           | Hovocubo       |
| ACCS                 | 2 - 2 (8-7 dtr) | Italservice    |
| Olmissum             | 4 - 1           | Charleroi      |
| Sporting Lisbona     | 12 - 1          | Gentofte       |
| AEK Atene            | 2 - 5           | Aqtöbe         |
| Viten                | 3 - 5           | Qairat         |
| Prodeksim            | 5 - 1           | Shkupi         |
| Hohenstein-Ernstthal | 0 - 2           | Vytis          |
| Salines              | 2 - 5           | Gazprom Jugra  |
| Lučenec              | 1 - 7           | KPRF Mosca     |
| Omonia               | 0 - 2           | MVFC           |
| Rekord Bielsko-Biała | 3 - 6           | United Galați  |

## Risultati
Gli orari sono CET (UTC+1), come indicato dalla UEFA. Gli orari locali, se differenti, sono indicati tra parentesi.
| Arbitri: | Daniel Deca Liviu Dumitru Chita Alejandro Martinez Flores |
| Crono:   | David Urdánoz Apezteguía                                  |

| |           |                                 |
| Dyego 11'35'’ Esquerdinha 13'03'’, 20'58'’, 30'26'’ Shiraishi 15'10'’ Joselito 16'26'’ Matheus 18'41'’ Povill 32'15'’, 37'50'’ | Marcatori | 17'45'’ Dervishaj 25'24'’ Ibiši |

| Arbitri: | Vedran Babic Josip Dujmic Juan José Cordero Gallardo |
| Crono:   | Javier Moreno Reina                                  |

|                                                                                             |           |                                     |
| Martel 4'03'’ Bruninho 11'57'’ Drasler 14'52'’ Pito 22'47'’ Cecilio 31'45'’ B. Díaz 37'23'’ | Marcatori | 18'03'’ Aklalouch 24'31'’ Velseboer |

| Arbitri: | Radim Cep Filip Nesnera Mikhail Prokharau |
| Crono:   | Dmitriy Genisev                           |

|                                                 |           |                                                                                        |
| Peremitin 27'20'’ Kozel 33'25'’ Gusakov 35'39'’ | Marcatori | 0'11'’ Valadares 15'24'’ Humberto 17'48'’ Favero 33'39'’ Orazov 38'04'’ Douglas Júnior |

| Arbitri: | Volha Pauliuts Anatol Ustsuizhanin Denys Kutsyi |
| Crono:   | Anton Noiev                                     |

|                                                                              |           |                        |
| Zvaryč 1'26'’ Bilotserkivets 2'01'’, 33'43'’ Claudio 36'33'’ Da Rosa 39'27'’ | Marcatori | 33'37'’ (aut.) Claudio |

| Arbitri: | Clinton Mario Cassar Stephen Vella Panagiotis Ntalas |
| Crono:   | Nikolaos-Andreas Pachakis                            |

|                                        |           |                                                                                            |
| Gousis 17'41'’ K. Panou 33'26'’ (rig.) | Marcatori | 16'42'’ Dauletov 21'18'’ Silva Oliveira 27'30'’ Klochko 32'00'’ Kulbayev 36'06'’ Karagulov |

| Arbitri: | Ingo Heemsoth Jacob Pawlowski Dominik Cipinski |
| Crono:   | Damian Jaruchiewicz                            |

|                                       |           |                                                                 |
| Popławski 9'08’, 19'55'’ Biel 37'51'’ | Marcatori | 5'15'’, 10'22'’, 31'32'’, 34'22'’, 39'25'’ Araujo 35'58'’ Ignat |

| Arbitri: | Norbert Szilágyi Annamaria Tolnay Cristiano José Cardoso Santos |
| Crono:   | Ruben António Cardoso Santos                                    |

| |           |                 |
| Zicky 2'18'’ Mendonça 5'56'’ Taynan 7'13'’ Cardinal 15'27'’, 35'11'’ Cavinato 22'27'’, 32'00'’ T. Paçó 23'49'’, 31'41'’ Turé 29'38'’ Varela 33'36'’ Pauleta 39'07'’ | Marcatori | 21'28'’ El-Ouaz |

| Arbitri: | Ugur Cakmak Fatma Özlem Tursun Maximilian Alkofer |
| Crono:   | Jens Rohland                                      |

|  |           |                                     |
|  | Marcatori | 28'28'’ Zagurskas 37'06'’ Sendžikas |

| Arbitri: | Šarūnas Tamulynas Mantas Pomeckis Rastislav Behancin |
| Crono:   | Peter Budac                                          |

|                |           | |
| Torres 29'31'’ | Marcatori | 4'39'’ (aut.) Serbin 10'46'’ Paulinho 12'22'’, 38'51'’ R. Gómez 16'09'’ Bagirov 16'44'’ (rig.) Asadov 17'41'’ (rig.) Nando |

| Arbitri: | Michael Christofides Nicolas Nicolaou Pierre Bonnici |
| Crono:   | Andrea Naudi                                         |

|                                  |           |                                         |
| Celino Alves 2'01'’ Vevé 19'00'’ | Marcatori | 16'00'’, 23'18'’ L. Perić 39'06'’ Novak |

| Arbitri: | Borislav Kolev Trayan Enchev Cédric Pelissier |
| Crono:   | Jordan Feltesse                               |

|                                                                               |                      |                                                                                       |
| A. Mohammed 36'56'’, 46'36'’                                                  | Marcatori            | 19'04'’ Borruto 47'27'’ Marcelinho                                                    |
| Mouhoudine A. Mohammed Ricardinho Bakkali Ortiz Belhaj Lutin El Mesrar N'Gala | Tiri di rigore 8 – 7 | Ja. Salas De Oliveira Jefferson Cuzzolino Marcelinho Canal Fortini Tonidandel Honorio |

| Arbitri: | Farik Keco Igor Puzović Ondřej Černý |
| Crono:   | Jan Kliner                           |

|                                                            |           |  |
| D. Drozd 2'50'’, 17'42'’ P. Drozd 19'45'’ Koudelka 39'10'’ | Marcatori |  |

| Arbitri: | Tomasz Frak Damian Grabowski Daniel Matkovic |
| Crono:   | Darko Boskovic                               |

|                |           |                                                                        |
| Mezger 37'49'’ | Marcatori | 4'26'’, 18'53'’ Arthur 23'33'’ T. Brito 27'09'’ Čiškala 39'56'’ Jacaré |

| Arbitri: | Adrian Tschopp Marco Rothenfluh Nikola Jelić |
| Crono:   | Mislav Džeko                                 |

|                                                 |           |               |
| Jurić 21'28'’, 34'42'’ Perišić 32'14'’, 38'57'’ | Marcatori | 33'11'’ Rahou |

| Arbitri: | Vasilios Christodoulis Antonios Adamopoulos Georgios Kozakos |
| Crono:   | Yiangos Yiangou                                              |

|  |           |                           |
|  | Marcatori | 3'07'’ Szabó 24'50'’ Rábl |

| Arbitri: | Yasin Alageyik Jiri Bergs Vedran Marcinko |
| Crono:   | Sanel Herceglija                          |

|                                   |           |                                                                               |
| Arnautović 8'38'’ Bolinha 21'54'’ | Marcatori | 6'32'’ Davidov 27'14'’ Ponkratov 28'24'’ Afanas'ev 31'51'’, 39'45'’ Kupatadze |